# Sabulodes spoliata
Sabulodes spoliata là một loài bướm đêm trong họ Geometridae.